# سيموناس كيمانتاس
سيموناس كيمانتاس (بالليتوانية: Simonas Kymantas)‏ مواليد 10 يونيو 1993 في كاوناس، هو لاعب كرة سلة ليتواني. بدأ مسيرته الاحترافية في سنة 2009. يلعب مع نادي نفيجيس لكرة السلة كلاعب وسط. يحمل الرقم 13.

## المسيرة الاحترافية
لعب مع نادي أتلتاس لكرة السلة في موسم 2009–2010، ثم لعب مع أوتينوس يوفنتوس في موسم 2013–2014، ثم لعب مع نادي نفيجيس لكرة السلة في سنة 2015.